# Badacsony (wijngebied)

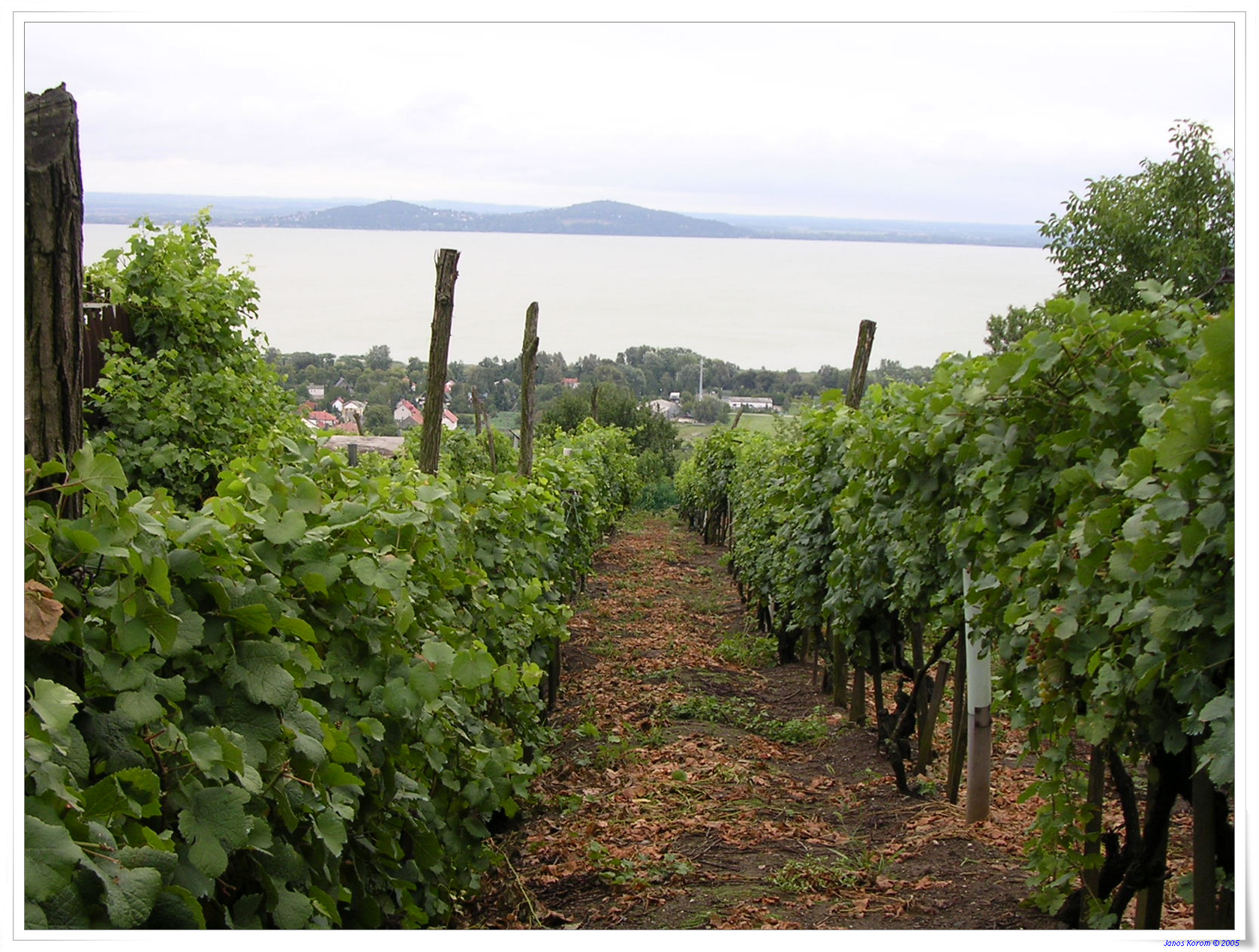

Het wijngebied van Badacsony ligt aan de noordkust van het Balatonmeer in Hongarije, en beslaat een oppervlakte van 1600 ha.

## Geschiedenis
Al in de Romeinse tijd werden hier al druiven verbouwd, keizer Marcus Aurelius Probus liet hier grote velden aanplanten. In de Middeleeuwen waren de meeste aanplanten in het bezit ven de kerk. De vermout van Badacsony had in de 18e en 19e eeuw een roep die te vergelijken was met die van Tokaji asszú.
Na de uitbraak van Phylloxera (druifluis) werden er in het kader van de heropbouw steunmuren gebouwd om de erosie tegen te gaan. Er verschenen nieuwe druivenrassen in het gebied. Monniken uit Frankrijk plantten Pinot Gris, die als gevolg van de bijzondere kenmerken van de bodem tot een kenmerkend lokale ras werd, de Szürkebarát.

## De kenmerken van het wijngebied
De ondergrond is basalt met daarop klei, zand en löss. Het klimaat is mild en gelijkmatig, met hoge luchtvochtigheid. Door de nabijheid van het Balaton profiteren de zuidelijke hellingen van het reflecterende licht van het wateroppervlak, waardoor er hier een bijzonder microklimaat is.

## Druivenrassen
Olaszrizling is het druivenras dat in de grootste hoeveelheden is aangeplant. Verder zijn er ook aanzienlijke oppervlakten met Szürkebarát, Traminer, Muscat Ottonel, Riesling en Chardonnay. Historisch gezien was de Kéknyelű een karakteristieke soort.
De wijnen van Badacsony hebben kenmerkende body en vurige smaak. Karakteristiek is de traditionele wijze van wijn maken met een rijping in gelagerd in vaten.